# Đốm xanh mờ
Đốm xanh mờ (tiếng Anh: Pale Blue Dot) là một bức ảnh về Trái Đất do tàu thăm dò không gian Voyager 1 chụp lại vào ngày 14 tháng 2 năm 1990 từ khoảng cách xấp xỉ 6 tỷ kilômét (3,73 tỷ dặm, 40,5 AU), thuộc một phần của loạt ảnh Chân dung gia đình Hệ Mặt Trời.
Trong bức ảnh, kích thước biểu kiến của Trái Đất còn bé hơn cả một pixel; hành tinh này chỉ như một đốm nhỏ trong khung nền vũ trụ thăm thẳm, nằm giữa những dải ánh sáng Mặt Trời phản chiếu bởi camera. Nhận được sự ủy quyền từ NASA, bức ảnh này là thành quả có được qua lời kêu gọi của nhà thiên văn học kiêm tác giả Carl Sagan. Trong tác phẩm cùng tên xuất bản năm 1994, Sagan mô tả về bức ảnh Đốm xanh mờ và từ đó liên hệ nó với vị thế phù du, nhỏ bé, lạc lõng của loài người trong tổng hòa vũ trụ rộng lớn.
Bức ảnh được chụp bởi Voyager 1, một tàu vũ trụ được phóng vào năm 1977 với mục đích ban đầu là nghiên cứu phần bên ngoài của Hệ Mặt Trời. Sau khi hoàn thành sứ mệnh chính của mình, một phần là nhờ đề xuất của Sagan, con tàu đã nhận được mệnh lệnh quay ngược camera và chụp lại hình ảnh cuối cùng về Trái Đất trên hành trình mạo hiểm vượt ra khỏi Hệ Mặt Trời.
Qua thời gian, Đốm xanh mờ đã được tôn vinh nhiều lần. NASA vẫn tiếp tục kỷ niệm bức ảnh và giới thiệu thêm các phiên bản cập nhật, nâng cao độ rõ nét và chi tiết của bức ảnh.

## Bối cảnh
Tháng 9 năm 1977, NASA đã phóng Voyager 1, một tàu vũ trụ robot nặng 722 kilôgam (1.592 lb) trong sứ mệnh nghiên cứu vòng ngoài của Hệ Mặt Trời và sau cùng là không gian giữa các vì sao. Sau cuộc gặp gỡ với hệ Sao Mộc vào năm 1979 và hệ Sao Thổ vào năm 1980, phần sứ mệnh chính được tuyên bố hoàn thành. Voyager 1 đã giúp cung cấp hình ảnh chi tiết về hai hành tinh lớn nhất và các mặt trăng chính của chúng.
Tàu vũ trụ vẫn đang di chuyển với tốc độ 64.000 km/h (40.000 mph), và là vật thể nhân tạo ở xa Trái Đất nhất cũng như vật thể nhân tạo đầu tiên rời khỏi Thái Dương Hệ. Nhiệm vụ của nó đã được mở rộng và tiếp tục cho đến ngày nay, với mục đích nghiên cứu ranh giới của Hệ Mặt Trời, bao gồm vành đai Kuiper, nhật quyển và không gian liên sao. Kể từ khi được phóng, phi thuyền vẫn luôn nhận các lệnh theo thường lệ và truyền dữ liệu trở lại Mạng lưới giám sát Không gian Sâu.

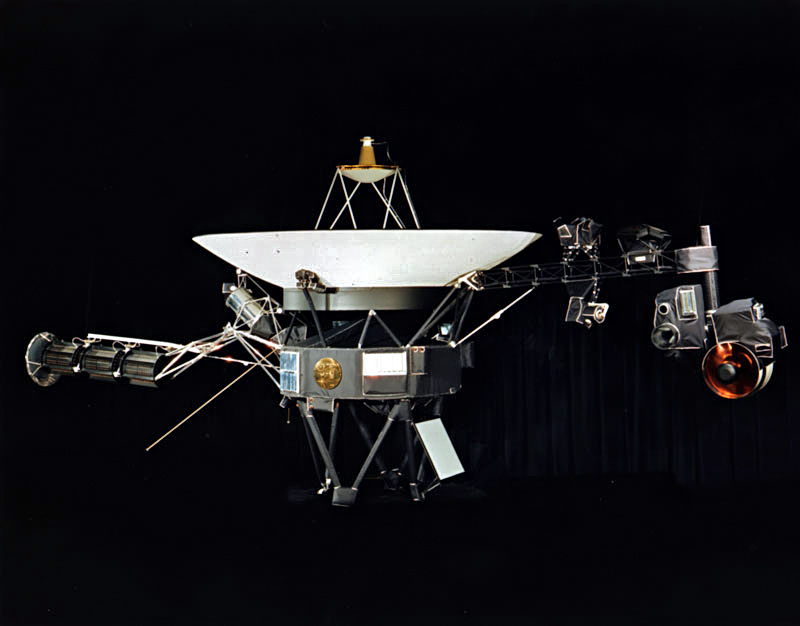
Phi thuyền Voyager 1

Voyager 1 dự kiến sẽ chỉ hoạt động cho tới sau khi gặp Sao Thổ. Khi phi thuyền bay ngang qua hành tinh này vào năm 1980, Sagan đã đề xuất ý tưởng cho tàu thăm dò không gian chụp lại bức ảnh cuối cùng về Trái Đất. Ông thừa nhận rằng một bức ảnh như vậy không đem lại nhiều giá trị khoa học vì Trái Đất sẽ trông quá nhỏ để camera của Voyager có thể ghi lại bất kỳ chi tiết nào, nhưng nó sẽ có ý nghĩa như một góc nhìn về vị thế của loài người trong vũ trụ.
Mặc dù nhận được sự ủng hộ từ nhiều người trong chương trình Voyager của NASA, vẫn có những lo ngại cho rằng việc chụp ảnh Trái Đất quá gần Mặt Trời có nguy cơ làm hỏng hệ thống hình ảnh của tàu vũ trụ đến mức không thể sửa chữa được. Mãi đến năm 1989, ý tưởng của Sagan mới được thực hiện, nhưng sau đó việc hiệu chuẩn thiết bị đã trì hoãn hoạt động hơn nữa, khiến cho những nhân sự lập kế hoạch và truyền lệnh vô tuyến tới Voyager 1 bị sa thải hoặc chuyển sang các dự án khác. Cuối cùng, Trưởng quản lý NASA Richard Truly phải can thiệp để đảm bảo rằng bức ảnh có thể được chụp. Một đề xuất khác kêu gọi chụp ảnh Trái Đất khi hành tinh này quay quanh Mặt Trời đã bị từ chối.

## Camera
Imaging Science Subsystem (tạm dịch: Hệ thống con Khoa học Chụp ảnh, viết tắt là ISS) của Voyager 1 bao gồm hai camera: một camera góc rộng có tiêu cự 200 mm với độ phân giải thấp, được sử dụng để chụp ảnh mở rộng trong không gian, và một camera góc hẹp 1500 mm có độ phân giải cao – chiếc đã chụp Đốm xanh mờ – nhằm mục đích chụp ảnh chi tiết các mục tiêu cụ thể. Cả hai camera đều thuộc loại ống vidicon quét chậm và được trang bị tám bộ lọc màu, gắn trên một bánh xe kính lọc (filter wheel) đặt phía trước ống.
Khi nhiệm vụ tiến triển cũng là lúc thử thách xuất hiện: các vật thể được chụp sẽ ngày càng ở xa và mờ hơn, đòi hỏi thời gian phơi sáng lâu hơn và phải xoay (lia) camera để đạt chất lượng chấp nhận được. Khả năng viễn thông cũng giảm dần theo khoảng cách, hạn chế số lượng chế độ dữ liệu mà hệ thống chụp ảnh có thể sử dụng.
Sau khi chụp loạt ảnh Chân dung gia đình, trong đó có Đốm xanh mờ, các nhà quản lý sứ mệnh của NASA đã ra lệnh cho Voyager 1 tắt nguồn camera vì tàu vũ trụ sẽ không bay gần bất kỳ thứ gì quan trọng trong suốt phần còn lại của phi vụ, trong khi các thiết bị khác vẫn đang thu thập dữ liệu cần năng lượng cho hành trình dài đến với không gian giữa các vì sao.

## Bức ảnh

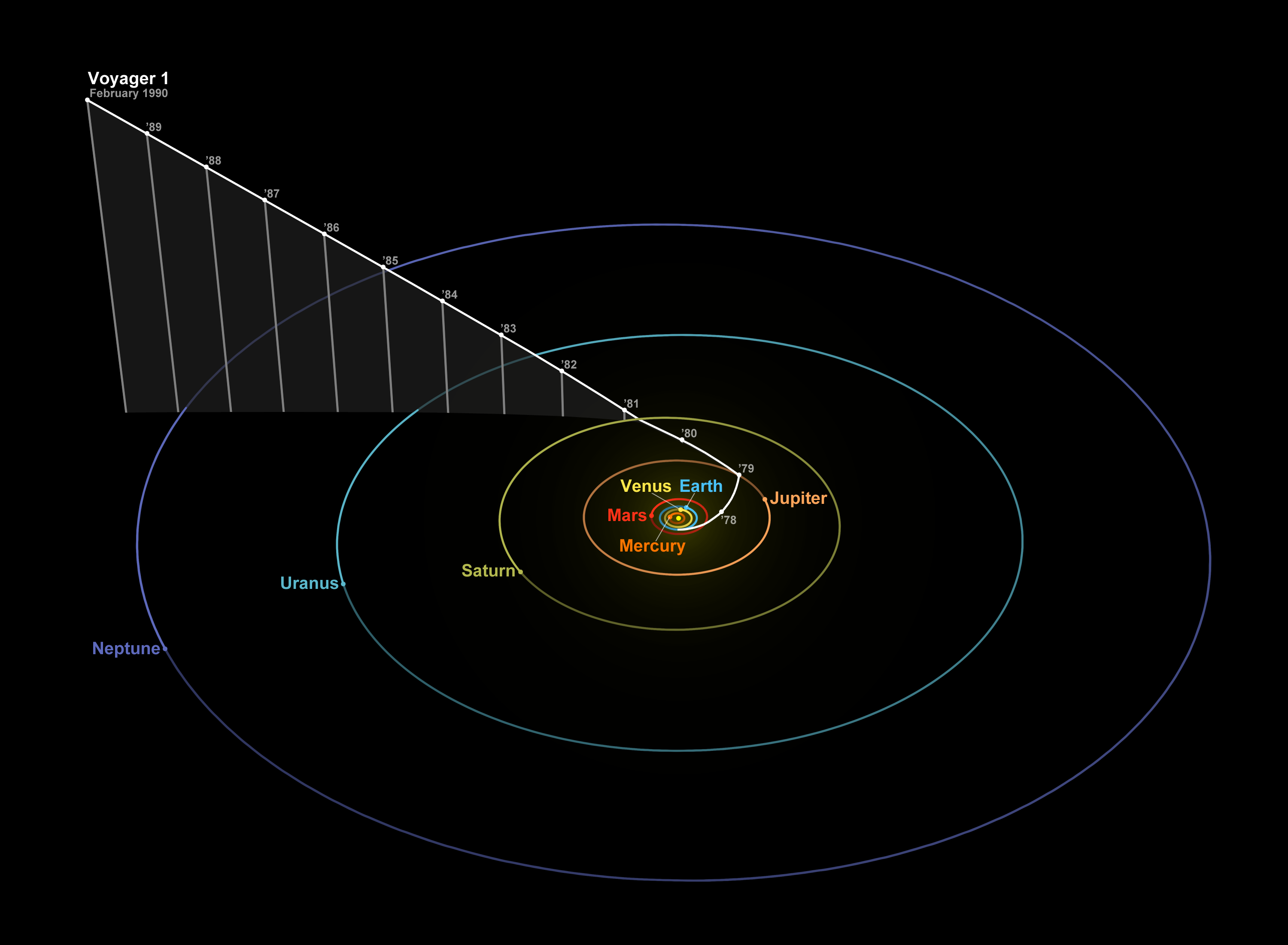
Vị trí của Voyager 1 vào ngày 14 tháng 2 năm 1990. Các thanh dọc được đặt cách nhau một năm và cho biết khoảng cách của tàu thăm dò so với mặt phẳng hoàng đạo.

Hai nhà khoa học vũ trụ là Candy Hansen thuộc Phòng Thí nghiệm Sức đẩy Phản lực của NASA và Carolyn Porco thuộc Đại học Arizona đã phát triển thiết kế cho chuỗi lệnh được chuyển tiếp đến phi thuyền và các tính toán về thời gian phơi sáng của mỗi bức ảnh. Chuỗi lệnh sau đó được biên dịch và gửi tới Voyager 1, với những bức ảnh được chụp vào lúc 04:48 GMT ngày 14 tháng 2 năm 1990. Vào thời điểm ấy, khoảng cách giữa tàu vũ trụ và Trái Đất là 40,47 đơn vị thiên văn (6,05 tỷ kilômét; 3,76 tỷ dặm).
Dữ liệu từ camera ban đầu được lưu trữ trong một máy thu băng trên tàu. Việc truyền dẫn tới Trái Đất cũng bị trì hoãn do các sứ mệnh Magellan và Galileo đang được ưu tiên sử dụng Mạng lưới giám sát Không gian Sâu. Sau đó, từ tháng 3 đến tháng 5 năm 1990, Voyager 1 đã gửi 60 khung hình về Trái Đất bằng tín hiệu vô tuyến truyền với tốc độ ánh sáng và phải mất gần 5 tiếng rưỡi để đến nơi.
Ba trong số những khung hình nhận được cho thấy Trái Đất là một điểm sáng nhỏ trong không gian trống rỗng. Mỗi khung hình được chụp bằng một bộ lọc màu khác nhau: xanh lam, xanh lục và tím, với thời gian phơi sáng lần lượt là 0,72, 0,48 và 0,72 giây. Sau đó, ba khung hình đã được kết hợp lại để tạo ra bức ảnh Đốm xanh mờ.
Trong số 640.000 pixel riêng lẻ tạo nên mỗi khung hình, Trái Đất chỉ chiếm ít hơn một pixel (cụ thể là 0,12 pixel, theo NASA). Các dải ánh sáng chéo xuất hiện trong bức ảnh chỉ là giả tượng (artifact) bởi việc phản chiếu ánh sáng Mặt Trời từ các bộ phận và tấm che nắng của camera, do khoảng cách tương đối gần giữa Mặt Trời và Trái Đất. Góc nhìn của Voyager cao hơn mặt phẳng hoàng đạo khoảng 32°. Phân tích chi tiết cho thấy camera cũng đã phát hiện ra Mặt Trăng, mặc dù thiên thể này quá mờ để có thể nhìn được nếu không qua xử lý đặc biệt.

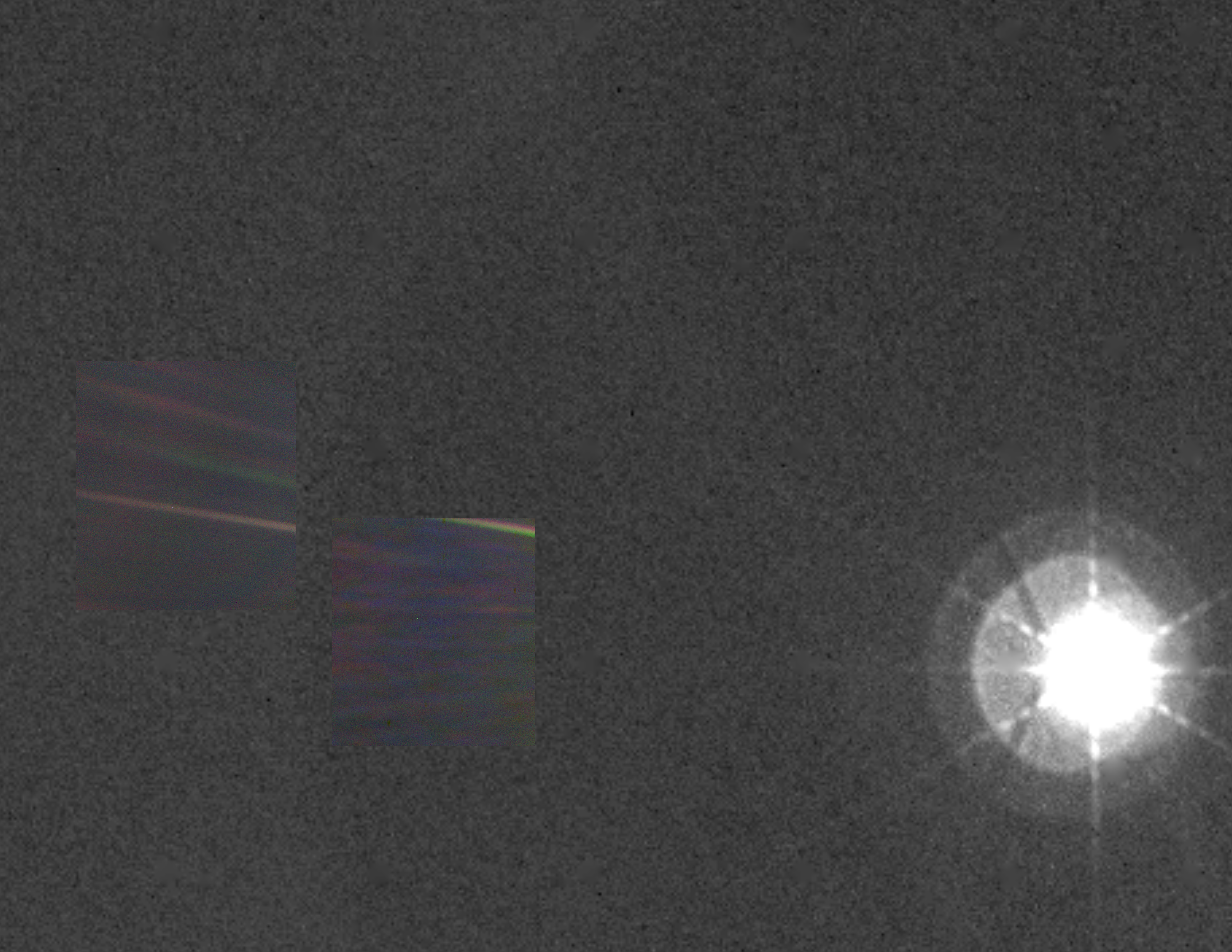
Ảnh góc rộng của Mặt Trời và các hành tinh bên trong (không nhìn thấy được), với hình ảnh chồng lên của Đốm xanh mờ ở bên trái và Sao Kim ở bên phải

Một bức ảnh tổng hợp chụp bằng camera góc rộng đã được xuất bản với Đốm xanh mờ, cho thấy Mặt Trời cũng như vùng không gian chứa Trái Đất và Sao Kim. Nó được ghép với hai bức ảnh góc hẹp: Đốm xanh mờ và một hình ảnh tương tự về Kim Tinh. Bức ảnh góc rộng ấy được chụp bằng bộ lọc tối nhất (dải hấp thụ khí methan) và thời gian phơi sáng ngắn nhất có thể (5 mili giây) để tránh làm bão hòa ống vidicon của camera với ánh sáng Mặt Trời bị tán xạ. Mặc dù vậy, kết quả nhận được lại là một bức ảnh bị cháy sáng với nhiều phản xạ từ hệ thống quang học trong camera, và Mặt Trời trông có vẻ lớn hơn nhiều so với kích thước thực tế của đĩa Mặt Trời. Các tia xung quanh Mặt Trời là hình ảnh nhiễu xạ của đèn hiệu chuẩn được gắn phía trước ống kính góc rộng.
Voyager 1 cũng đã chụp ảnh Sao Kim, Sao Mộc, Sao Thổ, Sao Thiên Vương và Sao Hải Vương. Khi ghép lại thành một bức ảnh như ở bên dưới, chúng tạo thành chân dung của Hệ Mặt Trời. Sao Thủy quá mờ do ánh sáng Mặt Trời nên không thể chụp được và Sao Hỏa không hiện ra do hiệu ứng của ánh sáng Mặt Trời trên camera quang học. NASA đã biên tập 60 bức ảnh để tạo ra một bức khảm gọi là Chân dung gia đình.

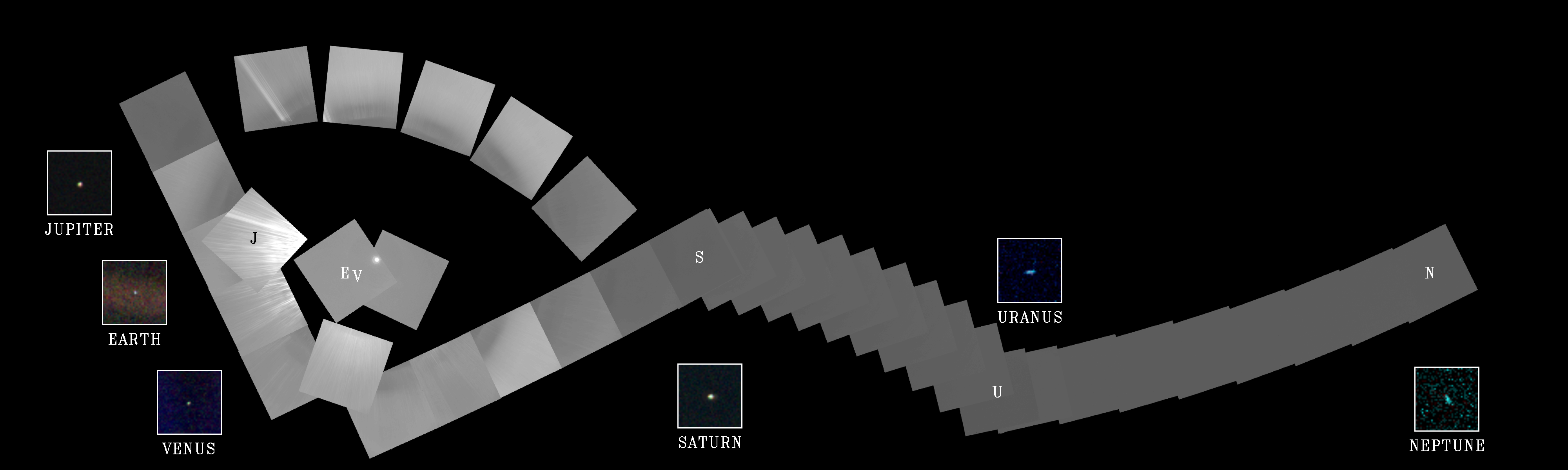
Loạt ảnh về "chân dung gia đình" của Hệ Mặt Trời khi chụp ở một khoảng cách lớn bởi Voyager 1

## Màu xanh mờ
Trái Đất xuất hiện trong bức ảnh dưới dạng một chấm màu xanh lam, chủ yếu là do tán xạ Rayleigh của ánh sáng Mặt Trời trong bầu khí quyển hành tinh. Tại đó, ánh sáng nhìn thấy được có bước sóng ngắn (như ánh sáng xanh) bị tán xạ ở mức độ lớn hơn ánh sáng có bước sóng dài (như ánh sáng đỏ), khiến cho bầu trời nhìn từ Trái Đất có màu xanh lam. (Đại dương cũng góp phần tạo nên màu xanh của Trái Đất, nhưng ở mức độ thấp hơn so với sự tán xạ.) Trái Đất là một đốm xanh mờ chứ không phải xanh đậm là do sự kết hợp giữa ánh sáng trắng phản chiếu bởi các đám mây với ánh sáng xanh bị tán xạ.
Phổ phản xạ của Trái Đất từ tia tử ngoại xa đến hồng ngoại gần không giống với bất kỳ hành tinh được quan sát nào khác, một phần là do sự hiện diện của sự sống trên Trái Đất. Tán xạ Rayleigh được tăng cường trong bầu khí quyển không hấp thụ đáng kể ánh sáng khả kiến, tạo nên màu xanh lam của Trái Đất; trong khi vệ tinh Titan có màu nâu cam do các hạt sương mù hữu cơ hấp thụ mạnh ở bước sóng khả kiến màu xanh lam. Lượng oxy dồi dào trong khí quyển Trái Đất do các dạng sống quang hợp tạo ra làm oxy hóa các chất hữu cơ trong khí quyển, tạo thành nước và carbon dioxide. Chính vì lý do đó mà bầu khí quyển trở nên trong suốt đối với ánh sáng khả kiến, cho phép tán xạ Rayleigh tăng cường và hệ quả là ánh sáng xanh được phản xạ mạnh hơn.

## Nhận xét
Trong tác phẩm Đốm xanh mờ xuất bản năm 1994, Sagan đã bình luận về tầm quan trọng vô cùng to lớn của bức ảnh, ông viết:
Từ vị trí xa xôi này, Trái Đất dường như không nhận được bất kỳ mối quan tâm đặc biệt nào [của vũ trụ]. Nhưng đối với chúng ta, đốm này hoàn toàn khác. Hãy nhìn lại đốm ấy. Đó chính là nơi này. Đó là nhà. Đó là chúng ta. Nơi đó, tất cả những người bạn yêu thương, bạn biết, bạn từng nghe nói tới, cả những con người từng tồn tại, đã sống trọn một cuộc đời. Đó là nơi hội tụ mọi niềm vui và nỗi khổ đau của chúng ta, hàng ngàn tôn giáo, ý thức hệ và học thuyết kinh tế đáng tin cậy, mọi người săn bắt và hái lượm, mọi người hùng và kẻ hèn, mọi người tạo dựng và kẻ hủy diệt nền văn minh, mọi vị vua và nông dân, mọi cặp tình nhân, mọi người mẹ và người cha, đứa trẻ đầy hứa hẹn, nhà phát minh và nhà thám hiểm, mọi giáo viên đầy phẩm hạnh, mọi chính trị gia tham nhũng, mọi "minh tinh", mọi "lãnh đạo tối cao", mọi vị thánh và phạm nhân trong lịch sử giống loài chúng ta đều sống nơi đó – trên một hạt bụi treo lơ lửng giữa tia nắng.
Trái Đất là một sân khấu nhỏ nhoi giữa vũ đài không gian rộng lớn. Hãy nghĩ về những dòng sông ngập tràn máu được đổ đầy bởi mọi vị tướng và hoàng đế trong vinh quang và thắng lợi, để họ có thể trở thành những bá chủ nhất thời của một phần đốm nhỏ ấy. Hãy nghĩ về sự tàn nhẫn vô cùng mà cư dân ở góc này của đốm nhỏ gây ra cho những cư dân gần giống y hệt họ ở một góc nhỏ khác, về mức độ hiểu lầm thường xuyên của họ, về việc họ hăm hở sát hại nhau thế nào, về lòng căm thù sục sôi của họ.
Điệu bộ của chúng ta, sự tự huyễn về tầm quan trọng của chúng ta, ảo tưởng rằng chúng ta có một vị thế đặc quyền trong Vũ trụ, đang bị thách thức bởi chấm sáng mờ nhạt này. Hành tinh của chúng ta chỉ là một đốm nhỏ cô độc bao trùm bởi bóng tối vũ trụ rộng lớn. Mặc cho sự tối tăm của chúng ta, mặc cho sự bao la rộng lớn của không gian, không hề có dấu hiệu nào cho thấy sự giúp đỡ sẽ đến từ một nơi nào đó để cứu rỗi chúng ta khỏi chính bản thân mình.
Trái Đất là thế giới duy nhất dung dưỡng sự sống mà chúng ta biết. Không một nơi nào khác, ít nhất là trong tương lai gần, để giống loài chúng ta có thể di cư đến. Ghé thăm thì được, nhưng định cư thì chưa. Dù thích hay không, hiện tại Trái Đất vẫn là điểm tựa của chúng ta.

Có người cho rằng thiên văn học là một trải nghiệm khiêm tốn và xây dựng tính cách. Có lẽ không có điều gì tốt hơn để chứng minh cho sự kiêu ngạo ngu xuẩn của con người bằng hình ảnh xa xôi về thế giới nhỏ bé này của chúng ta. Đối với tôi, nó nhấn mạnh trách nhiệm rằng chúng ta phải đối xử tử tế với nhau, để giữ gìn và nâng niu đốm xanh mờ, ngôi nhà duy nhất mà chúng ta biết.— Carl Sagan

## Kỷ niệm

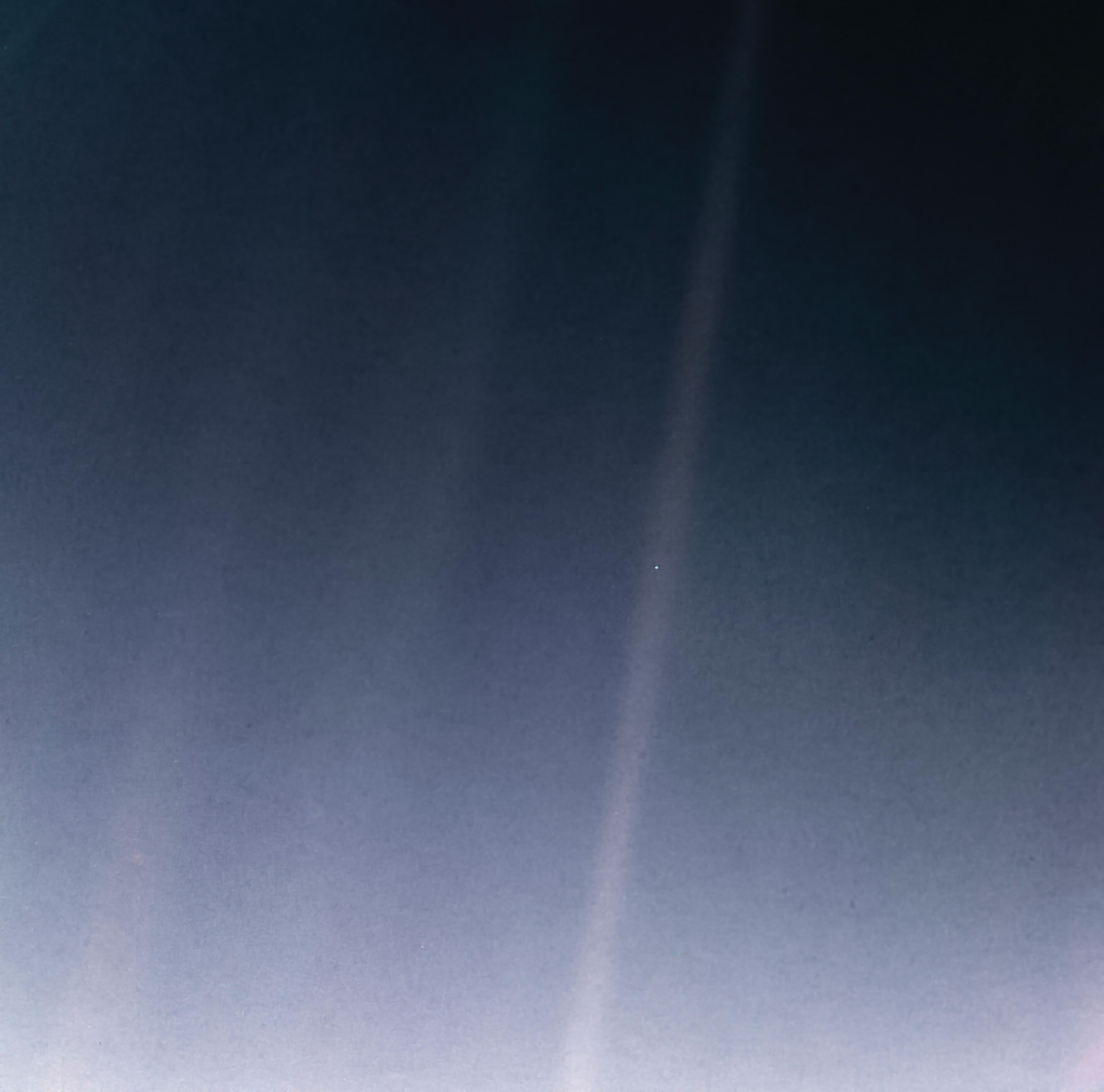
Pale Blue Dot Revisited, 2020

Năm 2015, NASA kỷ niệm 25 năm ngày chụp bức ảnh. Nhà khoa học dự án Voyager, ông Ed Stone nhận xét: "25 năm trước, Voyager 1 nhìn lại Trái Đất và thấy một "đốm xanh mờ", một hình ảnh đã tiếp tục truyền cảm hứng cho sự ngạc nhiên về nơi chúng ta gọi là nhà".
Năm 2020, nhân kỷ niệm 30 năm, NASA đã xuất bản một phiên bản mới của bức ảnh Voyager gốc: Pale Blue Dot Revisited (Thăm lại Đốm xanh mờ). Bức ảnh này sử dụng các kỹ thuật xử lý hình ảnh hiện đại, "đồng thời cố gắng tôn trọng dữ liệu gốc và ý định của những người đã lên kế hoạch cho bức ảnh". Mức độ sáng và màu sắc được cân bằng lại để tôn lên vùng ảnh chứa Trái Đất. Hình ảnh cũng được phóng to, trông sáng và ít nhiễu hơn so với tấm ảnh gốc. Hướng của Mặt Trời nằm ở phía dưới, cũng là chỗ sáng nhất của bức ảnh.
Để kỷ niệm dịp tương tự, Viện Carl Sagan đã phát hành một đoạn video với vài nhà thiên văn học nổi tiếng đọc lại bài phát biểu "Đốm xanh mờ" của Sagan.